# Paul Veyne
Paul Veyne (ur. 13 czerwca 1930 w Aix-en-Provence, zm. 29 września 2022 w Bédoin) – francuski archeolog i historyk.

## Życie
W młodości pasjonował się zbieraniem starożytnych monet. Studiował w paryskiej École Normale Supérieure. Był członkiem francuskiego instytutu École française de Rome. Był honorowym profesorem
Collège de France. Paul Veyne przed śmiercią mieszkał w Bédoin w departamencie Vaucluse.

## Koncepcje i publikacje
Paul Veyne był specjalistą z zakresu historii Starożytnego Rzymu. Badania nad starożytnością łączył z refleksją epistemologiczną. Fascynował się Seneką i poezją René Chara.
W 1970 roku opublikował swój prowokacyjny esej Comment on écrit l'histoire. Essai d'épistémologie (Jak się piszę historię. Esej epistemologiczny) W czasach gdy dominujący trend we francuskiej historiografii faworyzował metody ilościowe, esej autorstwa Veyne bez najmniejszej żenady opisywał historię jako "prawdziwą opowieść".
Jako autor takiego eseju stał się jednym z pierwszych myślicieli zainteresowanych narracyjnymi aspektami historii naukowej.
Monografia z 1975 roku Le pain et le cirque, jednakże, pokazała, że koncepcja narracji Veyne'go nieco różni się od jej zwykłego rozumienia, i że jego odejście od hegemonicznej Szkoły Annales było mniejsze niż wydawało się to w roku 1970.
W 1975 roku Veyne, dzięki poparciu Raymonda Arona, został członkiem Collège de France i pracował tam do roku 1999.
W roku 1978 esej epistomologiczny Veyne'a został wydany ponownie i poszerzony o tekst na temat Michela Foucault'a jako historyka (dlatego ta poszerzona reedycja oryginalnego eseju z 1970 roku nosi tytuł Foucault révolutionne l'histoire). Veyne odszedł od przedstawiania historii jako narracji i zamiast tego skupił się na tym jak Foucault zmienił sposób myślenia historycznego. Istotą rewolucji wywołanej przez Foucault'a było przeniesienie uwagi z 'obiektów' na 'praktyki' aby w ten sposób uwydatnić raczej sposób w jaki obiekty epistomologiczne zaistniały niż same obiekty. Związek historyka starożytności, jakim był Veyne, z filozofem Michelem Foucaultem wywarł wpływ na zwrot ku starożytności jaki uwidocznił się w drugim tomie Historii seksualności autorstwa Michela Foucaulta.
Paul Veyne napisał wiele prac: m.in. La Societé romaine (Społeczeństwo rzymskie), wspomniany już wyżej esej Comment on écrit l'histoire, L'Élégie érotique romaine (Rzymska elegia romantyczna), Les Grecs ont-ils cru à leurs mythes? (Czy Grecy wierzyli w swoje mity?), Sénèque. Entretiens, Lettres à Lucilius ("Seneka"), Michel Foucault. Sa pensée, sa personne (Michel Foucault. Myśl, charakter).
W ostatniej pracy 2008 Veyne dopracował niektóre z tematów jakie poruszył wcześniej w eseju z 1978 roku.

## Tłumaczenia tekstów na język polski
- Foucault rewolucjonizuje historię, przeł. Tomasz Falkowski, Toruń 2007, Wydawnictwo Adam Marszałek, ISBN 978-83-7441-490-6 (Foucault révolutionne l'histoire 1979)
- (redaktor i współautor) Historia życia prywatnego Tom I: Od Cesarstwa Rzymskiego do roku tysięcznego, 1998 i 2005, Wyd. Ossolineum, ISBN 978-83-04-04772-3 (Histoire de la vie privée, vol I 1985, 1999)
- (współautor z Dominique Simonnet, Jean Courtin, Jacques Le Goff, Jacques Solé, Mona Ozouf, Alain Corbin, Ann-Marie Sohn, Pascal Bruckner, Alice Ferney) Najpiękniejsza historia miłości, przekł. Krystyna i Krzysztof Pruscy, Warszawa 2004, Wydawnictwo Cyklady, ISBN 83-86859-91-1 (La plus belle histoire de l'amour 2003)
- Imperium Grecko-Rzymskie 2008, Wydawnictwo Marek Derewiecki, s. 904, ISBN 978-83-89637-84-0 (L'Empire gréco-romain 2005)
- Początki chrześcijańskiego świata (312-394),2009, Czytelnik s. 201 (Quand notre monde est devenu chrétien (312-394))
- "Humanitas": Rzymianie i nie-Rzymianie, w: Człowiek Rzymu, pod red. A. Giardino, przeł. Paweł Bravo, Warszawa 2001.

## Teksty o Veynie
- Tomasz Falkowski, Jak się dziś pisze historię. Krótka analiza metodologiczna książki Paula Veyne'a "Imperium grecko-rzymskie"